# Metallographeus ghanaensis
Metallographeus ghanaensis là một loài bọ cánh cứng trong họ Cerambycidae.